# Michio Ashikaga
Michio Ashikaga (Prefettura di Akita, 22 maggio 1950) è un ex calciatore giapponese, di ruolo centrocampista.

## Statistiche

### Presenze e reti nei club
| Stagione | Squadra       | Campionato | Campionato | Campionato |
| Stagione | Squadra       | Comp       | Pres       | Reti       |
| -------- | ------------- | ---------- | ---------- | ---------- |
| 1969     | Mitsubishi HI | JSL        | 5          | 3          |
| 1970     | Mitsubishi HI | JSL        | 12         | 2          |
| 1971     | Mitsubishi HI | JSL        | 13         | 4          |
| 1972     | Mitsubishi HI | JSL1       | 14         | 3          |
| 1973     | Mitsubishi HI | JSL1       | 18         | 8          |
| 1974     | Mitsubishi HI | JSL1       | 18         | 5          |
| 1975     | Mitsubishi HI | JSL1       | 18         | 1          |
| 1976     | Mitsubishi HI | JSL1       | 17         | 4          |
| 1977     | Mitsubishi HI | JSL1       | 17         | 6          |
| 1978     | Mitsubishi HI | JSL1       | 0          | 0          |
|          | Totale        |            | 132        | 36         |